# Ronelda Kamfer
Ronelda Kamfer é uma poetisa sul-africana que escreve em afrikaans (ou africâner). Nasceu em Blackheath, na província do Cabo-Ocidental, a 11 de Junho de 1981.

## Obra poética
Ronelda Kamfer está representada em diversas antologias de poesia na África do Sul, nos Países Baixos e em França.
2008: o seu primeiro livro de poemas, Noudat slapende honde, é lançado pela editora Kwela Boeke na Cidade do Cabo.

## Prémios
En 2009, recebeu o Prémio Eugène-Marais da Académia sul-africana.

## Traduções
Há vários de seus poemas traduzidos em francês e inglês.
Francês
Há 8 poemas traduzidos para o francês na revista Missives, Junho de 2009 (n° 253, Littératures d'Afrique du Sud)
Inglês